# Escilacosaures
Els escilacosaures (Scylacosauria) són un clade extint de teràpsids terocèfals que conté la família basal dels escilacosàurids i l'infraordre dels euterocèfals. Exclou els licosúquids, que són la família de teràpsids més basal. Així doncs, els escilacosaures inclouen tots els terocèfals llevat dels licosúquids. El cladograma següent mostra la posició filogenètica dels escilacosaures:
|               | Lycosuchidae                                                        |
|               |                                                                     |
| Scylacosauria | \| \| Scylacosauridae \| \| \| \| \| \| Eutherocephalia \| \| \| \| |
|               | \| \| Scylacosauridae \| \| \| \| \| \| Eutherocephalia \| \| \| \| |
|               | Scylacosauridae                                                     |
|               |                                                                     |
|               | Eutherocephalia                                                     |
|               |                                                                     |

|  | Scylacosauridae |
|  |                 |
|  | Eutherocephalia |
|  |                 |